# Cleotrivia corallina
Cleotrivia corallina is een slakkensoort uit de familie van de Triviidae. De wetenschappelijke naam van de soort is voor het eerst geldig gepubliceerd in 1979 door Cate als Niveria corallina.